# Amor Años Maravillosos
Amor Años Maravillosos (antes Amor Estéreo) fue una cadena de radio colombiana enfocada en la música romántica, propiedad de la Organización Ardila Lülle y operada por RCN Radio que emitió en Bogotá desde 1982 hasta el 1 de octubre del 2024, y su reanudación en plataformas web desde el 1 de octubre de 2024.

## Historia

### Inicios
En sus inicios, tras la adquisición de Radio Tequendama y Emisora Monserrate por parte de RCN Radio, Amor Estéreo fue fundada en 1982 bajo el nombre de Cerros Estéreo, la cual se emitía una programación basada en las baladas románticas. Inició como una cadena conformada por varias estaciones que se emitían por FM en diversas ciudades del país bajo el nombre comercial «La Cadena del Amor». A partir de abril de 1996 y por decisión de RCN Radio, Cerros Estéreo y varias de las estaciones que conformaban la cadena cambian de nombre a Amor Estéreo. Entre 1996 y 2002, Cerros Estéreo empleó la marca «Cerros Amor Estéreo». Su director y fundador fue el exdirector de la cadena de radio La Cariñosa Jairo Ossa Giraldo

### Transición
En ese entonces, tras la partida de Juan Gossaín como director de la división de noticias de RCN Radio, pues asume el puesto el periodista Francisco Santos Calderón. Lo mismo pasó con la emisora Amor Estéreo, la cual intercambió la frecuencia 93.9 FM con RCN Radio, en el que se emitía en 104.4 FM; esta situación perduró hasta 2011.
Entre 2008 y 2010, Amor Estéreo renovó su imagen corporativa por la emisión de la telenovela El penúltimo beso por RCN Televisión, ya que su trama estaba basada en la música de Plancha de los años 60, 70, 80 y 90.
El 18 de abril de 2011, es lanzada al aire Radio Fantástica, que es una emisora dedicada al pop latino y música en español y se emitía en la frecuencia 104.4 FM. Amor Estéreo se pasó a la frecuencia 1340 AM, en reemplazo de Fiesta Éstereo en Bogotá.

### Década de 2010
Entre 2010 y 2011, y cuando RCN Radio le apuesta por lanzar emisoras por internet, la cadena lanzó una estación que compartía la misma programación de las baladas románticas que Amor Estéreo, allí se llamó «Años Maravillosos 60/70».
En 2011, Amor Estéreo comienza a transmitir por las dos frecuencias: en Bogotá, en los 1340 kHz de la banda AM; y en Zipaquirá, en los 96.3 MHz de la banda FM para el norte de la Sabana de Bogotá.
En 2012, cuando la periodista Yolanda Ruiz reemplazó a Francisco Santos como director nacional de noticias de RCN Radio, pues allí RCN Radio y Amor Estéreo comienzan a emitir en la misma frecuencia en la ciudad de Zipaquirá en los 96.3 MHz de la banda FM en reemplazo de la estación de salsa El Sol. Como respuesta, Rumba Estéreo comienza a transmitir salsa hasta 2015.
En 2014, RCN decide relanzar la emisora Antena 2 por la frecuencia 96.3 FM como «Antena 2 Plus». No obstante, la estrategia fracasó al poco tiempo, por lo que fue reemplazada por Amor Estéreo.
En abril, Jairo Ossa abandonó la dirección de Amor Estéreo dejando a Juan Carlos Marroquín al cargo; por lo que en septiembre de 2015, fallece Jairo Ossa Giraldo. Las emisoras Amor Estéreo y La Cariñosa se encontraban de luto por el fallecimiento de Jairo Ossa Giraldo.
A partir del 15 de septiembre de 2016, a las 8:00 p.m., el locutor Carlos Alberto Motta decide relanzar Amor Estéreo en FM por la frecuencia 104.4 MHz de la banda FM en Bogotá en conjunto con la mayoría de los locutores de Radio Fantástica, emisora en la que fue reemplazada por esta. Desde ese entonces, Amor Estéreo siguió transmitiendo tanto por AM como por FM hasta 2017.
Entre 2016 y 2017, Amor Estéreo de la frecuencia 96.3 MHz de la banda FM de Zipaquirá para el norte de la Sabana de Bogotá reemplaza a Amor 104.4. Como consecuencia, Amor Estéreo pasa a emitirse por la banda AM en la frecuencia 1340 kHz bajo el nombre de «Amor Bogotá». 

#### Ellos están aquí
En enero del 2017, se emitía Ellos están aquí que es un programa de temática paranormal de RCN Televisión, se emitía de manera simultáneas por Facebook Live, RCN Televisión y Amor Bogotá los domingos en la noche.

#### Cese de emisiones y relanzamiento
En ese mismo año, Amor Estéreo cambia su programación para emitir canciones más recientes de baladas y pop romántico en sus estaciones para Bogotá en los 104.4 FM y 1340 AM y Zipaquirá en los 96.3 FM hasta el 21 de noviembre del mismo año. En ese día, la integración entre las cadenas RCN Radio y Amor Estéreo culmina después de que RCN Radio terminase su convenio con la Organización Robayo, por lo que Amor Estéreo es reemplazada por la estación La Más Buena esta es La Mía afiliada a la cadena Radio K (actualmente Esperanza Colombia Radio).
El 1 de diciembre de 2017, la programación de baladas antiguas de Amor Estéreo se fusiona con la emisora por internet «Años Maravillosos 60/70» de RCN Mundo para formar la estación «Amor Bogotá 1340 AM: Los Años Maravillosos», con una repetidora en FM en la frecuencia 104.4 MHz. 
El 31 de marzo de 2018, la cadena Rumba Estéreo cesa sus emisiones en Barrancabermeja y es reemplazada por Amor Estéreo el 1 de abril del 2018. Amor Estéreo salió del aire el 23 de marzo del 2023 para dar paso a Radio Fantástica que inició su emisión el 24 de marzo de 2023 en la frecuencia 89.7 FM.
El 14 de junio de 2024, RCN Radio relanza el sitio web www.amores.com.co y unifica sus redes sociales bajo el nombre de usuario @amorbogota1340 con un nuevo logotipo.
El 1 de octubre de 2024, Amor Estéreo cesa sus emisiones en la frecuencia 1340 kHz y esta última fue devuelta al Estado a través del Ministerio de Tecnologías de la Información y las Comunicaciones (TIC). Como consecuencia, la emisora solamente se puede sintonizar a través de su página web y en la aplicación móvil de RCN Mundo bajo el nombre de «Amor Años Maravillosos».

## Antiguas frecuencias
| Ciudad                     | Frecuencia | Código de identificación    | Notas |
| -------------------------- | ---------- | --------------------------- | --- |
| Armenia                    | 96.7 FM    | HJOF                        | Se transmitió entre 1980 y 2004. En ese año, fue reemplazado por La Mega. Luego, pasó a emitir la programación de Amor Estéreo en la frecuencia 107.7 FM. Entre 2008 y el 3 de octubre de 2009, fue reemplazada por Radio Uno por lo que Amor Estéreo se trasladó a la frecuencia 98.5 MHz. |
| Barbosa                    | 98.2 FM    | HJB48                       | La emisora transmitió la programación de Amor de 1991 hasta 1995, cuando fue reemplazada por Rumba Estéreo. En 2018, fue reemplazada por Radio Uno. |
| Barrancabermeja            | 89.7 FM    | HJB54                       | Comenzó a transmitir el 1 de abril de 2018, en reemplazo de Rumba Estéreo y el 24 de marzo de 2023 fue reemplazado por Radio Fantástica que cesó transmisiones el 1 de octubre del 2024, en cuanto a su frecuencia 89.7 FM fue devuelta al Ministerio de las TIC.                           |
| Barranquilla               | 93.1 FM    | HJDX                        | Se transmitió Amor entre 1986 y 1996. En ese año fue reemplazado por La Mega. |
| Bogotá                     | 93.9 FM    | HJVC (1982-2010)            | Estuvo presente en la frecuencia 93.9 MHz desde 1982 hasta 2010, año en el cual se trasladó a los 104.4 MHz hasta 2011 cuando cesó sus emisiones. En 2016, volvió a emitir en esta última frecuencia hasta 2020, cuando fue reemplazada por Radio Fantástica.                               |
| Bogotá                     | 104.4 FM   | HJL82 (2010-2011/2016-2020) | Estuvo presente en la frecuencia 93.9 MHz desde 1982 hasta 2010, año en el cual se trasladó a los 104.4 MHz hasta 2011 cuando cesó sus emisiones. En 2016, volvió a emitir en esta última frecuencia hasta 2020, cuando fue reemplazada por Radio Fantástica.                               |
| Bogotá                     | 1340 AM    | HJFB (2011-2024)            | La frecuencia fue entregada al Estado a través de la Ministerio de las TIC y su contenido se emigró a RCN Mundo como una emisora virtual. |
| Bucaramanga                | 99.7 FM    | HJDY                        | Se emitió entre 1981 y 2010. En ese año, en ese año fue reemplazado por La FM |
| Cartagena de Indias        | 94.5 FM    | HJOS                        | Se emitió entre 1984 y 1995. Después, fue reemplazada por La Mega. |
| Cali                       | 98.5 FM    | HJDE                        | Se emitió entre 1980 y 2010. Después, fue reemplazado por La FM. |
| Cúcuta                     | 102.7 FM   | HJZT                        | Se emitió entre 1990 y 2010. Después, fue reemplazado por La FM. |
| Duitama                    | 93.1 FM    | HJGW                        | Transmitió entre 1988 y 2010. En 2010, fue reemplazado por La FM. |
| Fusagasugá                 | 103.3 FM   | HJB53                       | Estuvo al aire entre 2000 y 2010. Fue reemplazada por La FM. |
| Girardot                   | 93.6 FM    | HJB58                       | Se emitió entre 1987 y 2008. Fue reemplazado por Radio Uno. |
| Ibagué                     | 88.3 FM    | HJRJ                        | Se emitió entre 1982 y 2000. Fue reemplazado por Rumba Estéreo. |
| La Ceja/Oriente Antioqueño | 97.3 FM    | HJYJ                        | Se emitió hasta 2010, año en el cual fue reemplazado por Radio Uno sin cambiar su nombre comercial. |
| Manizales                  | 95.7 FM    | HJRV                        | Se emitió entre 1987 y 2010. Fue reemplazado por Radio Uno. |
| Medellín                   | 93.9 FM    | HJSX (1978-2002)            | Comenzó a emitir en 1978. El 1 de agosto de 2002, se trasladó a la frecuencia 96.9 FM y permaneció allí hasta 2011. Después, se intercambió las frecuencias con Radio Fantástica al trasladarse a los 94.4 FM. En mayo de 2016, fue reemplazado por Fiesta.                                 |
| Medellín                   | 96.9 FM    | HJIK (2002-2011)            | Comenzó a emitir en 1978. El 1 de agosto de 2002, se trasladó a la frecuencia 96.9 FM y permaneció allí hasta 2011. Después, se intercambió las frecuencias con Radio Fantástica al trasladarse a los 94.4 FM. En mayo de 2016, fue reemplazado por Fiesta.                                 |
| Mocoa                      | 106.3 FM   | HJB45                       | Se emitió entre 1984 y 2010. |
| Neiva                      | 100.3 FM   | HJIV                        | Se emitió entre 1982 y 1998. Fue reemplazado por Olímpica Stereo. |
| Pasto                      | 94.1 FM    | HJRC                        | Se emitió entre 1985 y 2010. Después, fue reemplazado por Radio Uno. |
| Pereira                    | 94.7 FM    | HJGF                        | Se emitió entre 1983 y 2005. Cambió su afiliación a la cadena La Mega. |
| Popayán                    | 100.1 FM   | HJXS                        | Se emitió entre 1982 y 2006. Fue reemplazado por La Mega hasta 2016. |
| Villapinzón                | 103.3 FM   | HJB60                       | Se emitió entre 1982 y 1995. Fue reemplazada por Rumba Stereo. |
| Villeta                    | 101.3 FM   | HJXC                        | Se emitió entre 1982 hasta 2010. |
| Zipaquirá                  | 96.3 FM    | HJE31                       | Se emitió entre 2010 y 2017. En ese año, RCN Radio dejó de operar la estación, la cual pasó nuevamente a sus propietarios a la Organización Robayo, de la familia Robayo, quienes deciden venderla a la cadena Radio K (actualmente Esperanza Colombia Radio).                              |